# Římskokatolická farnost Klentnice

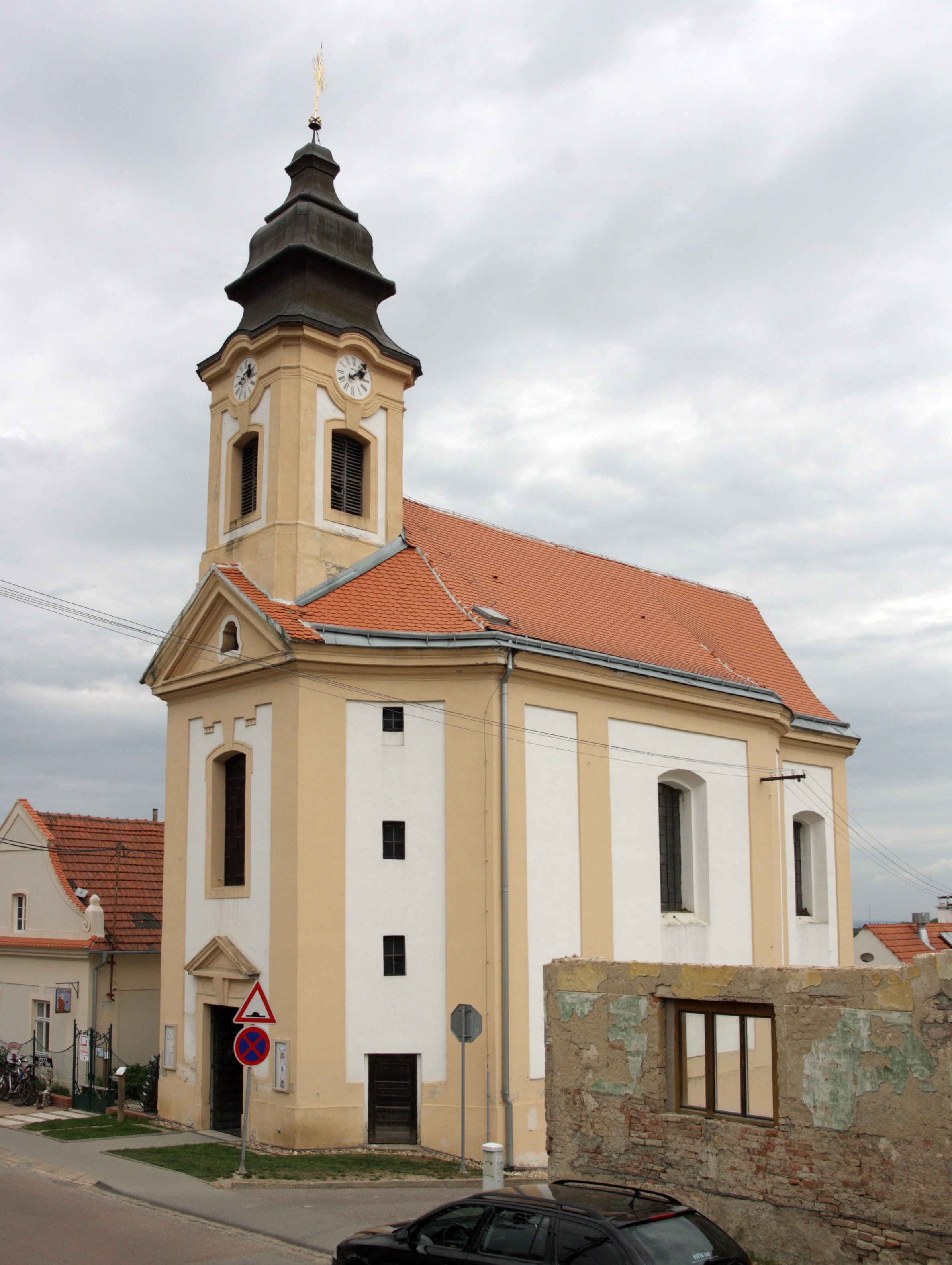
Kostel svatého Jiří v Klentnici

Římskokatolická farnost Klentnice byla římskokatolická farnost v Česku. Jejím sídlem byla vesnice Klentnice v okrese Břeclav s farním kostelem svatého Jiří. Farnost byla součástí brněnské diecéze a roku 2024 byla zrušena sloučením do farnosti u sv. Václava v Mikulově.

## Historie
První písemná zmínka o Klentnici pochází z roku 1322. V šestnáctém století převládal v obci protestantismus, žili zde novokřtěnci. Roku 1783 byl v obci postaven kostel svatého Jiří. Ten nahradil hradní kapli nedalekého Sirotčího hradu, kterou císař Josef II. zrušil a nechal zbořit.
Klentnice původně patřila do mikulovské farnosti u sv. Václava. Roku 1785 byla v obci zřízena lokálie, která byla v roce 1869 povýšena na samostatnou farnost, jejíž součástí byla pouze Klentnice. Od roku 1999, kdy proběhla územně-správní reforma brněnské diecéze, spadala farnost do mikulovského děkanství. K 31. prosinci 2024 byla farnost zrušena a její území se stalo součástí mikulovské farnosti u sv. Václava.

## Duchovní správci
V posledních letech své existence byla farnost spravována excurrendo z mikulovské farnosti u sv. Václava. Administrátorem excurrendo byl do srpna 2011 Karel Janoušek a od srpna 2011 do prosince 2024 Pavel Pacner.

## Kostely a kaple
- kostel svatého Jiří v Klentnici (v době existence farnosti byl farním kostelem)

## Aktivity ve farnosti
Dnem vzájemných modliteb farností za bohoslovce a bohoslovců za farnosti brněnské diecéze i adoračním dnem byl 29. březen.
Každoročně se zde konala tříkrálová sbírka. V roce 2015 se při ní vybralo 10 195 korun. Při sbírce v roce 2016 činil výtěžek 8 362 korun. V roce 2017 výtěžek dosáhl 13 726 korun.
Od roku 2004 farnost pořádala pouť ke svatému Jiří, spojenou s divadelním představením o tomto světci.